# فونار أليف الرمال
فونار أليف الرمال (الاسم العلمي:Funaria arenicola) هو نوع من النباتات يتبع جنس الفونار من الفصيلة الفونارية.